# Lancia Y
Lancia Y (type 840) var en minibil fra Lancia, bygget mellem november 1995 og november 2003. Forgængeren var den i marts 1985 introducerede Lancia Y10.

## Historie
Bilen udmærkede sig hovedsageligt ved sit nyartede formsprog, lavet af den italienske designer Enrico Fumia. På grund af sit udseende opnåede modellen stor popularitet i Italien, mens den i resten af Europa forblev en nichebil. Y fandtes med et for dette segment meget stort udvalg af farver og udstyr, samt med alcantaraindtræk i forskellige farver. Kunden kunne ud over 13 forskellige standardfarver vælge mellem yderligere mere end 100 farvetoner fra det såkaldte Kaleidos-program.

### Facelift
Efter faceliftet i oktober 2000 benyttede Lancia indtræk af såkaldt "Castiglio"-mikrofiber i stedet for det hidtidige alcantara. I perioder kunne der fra fabrikken også leveres læderindtræk, som også kunne eftermonteres. Bemærkelsesværdigt var også placeringen af kombiinstrumentet i midten af instrumentbrættet. Komfortudstyret omfattede altid centrallåsesystem og el-ruder. Et klimaanlæg med pollenfilter kunne leveres mod merpris eller som standard, ligesom eljusterbare og -opvarmelige sidespejle, udetermometer, alufælge og skydetag.
LX-modellen (fra 2000 og frem) var som standard udstyret med en Blaupunkt-radio med integreret satellitnavigationssystem. Samtlige versioner var fra starten som standard udstyret med to airbags og ABS-bremser, og senere også sideairbags.
Teknisk set var den lille Lancia nært beslægtet med første generation af Fiat Punto, som den delte mange komponenter med. I modsætning til Punto fandtes Lancia Y dog kun som tredørs og kun med benzinmotorer. Motorprogrammet omfattede en 1,1-liters FIRE-motor med 40 kW (54 hk), en 1,2-liters FIRE-motor med 44 kW (60 hk) samt en 1,4-liters 12V-motor med 59 kW (80 hk), som senere blev afløst af en 1,2-liters FIRE 16V-motor med først 63 kW (86 hk) og senere 59 kW (80 hk). Kraften blev overført gennem en fem- eller sekstrins manuel gearkasse, eller − mod merpris i kombination med 60 hk-motoren frem til faceliftet − en trinløs CVT-automatgearkasse.
- Lancia Y (2000–2003)
- Bagfra
- Interiør i LX-modellen med rødt alcantaraindtræk

Basismodellen af Y hed LE, og derover rangerede LS- og derefter LX-modellerne. Den oprindeligt som tidsbegrænset specialudgave planlagte udstyrsvariant Elefantino Blu blev hurtigt fast basisversion og afløste til sidst LE. Til sportsligt orienterede kunder tilbød Lancia modellen Y Elefantino Rosso, som blandt andet var udstyret med sportsundervogn, alufælge i Titan-look samt en lavere udvekslet gearkasse i forbindelse med den stærkeste motor. Der har også fandtes specialmodeller med navne som Cosmopolitan, Unica, DoDo, Vanity, den til 300 eksemplarer begrænsede Limited Luxury samt i modellens sidste produktionsår Nuova LS.
I marts 2003 blev Lancia Ypsilon præsenteret som efterfølger; den kom på markedet i oktober måned samme år.

## Tekniske data
|                                                | 1,1                 | 1,2                                                  | 1,2                 | 1,2 16V             | 1,2 16V             | 1,4                 |
| Byggeperiode                                   | 1997−2000           | 1995−2000                                            | 2000−2003           | 1997−2000           | 2000−2003           | 1995−1997           |
| Motordata                                      |                     |                                                      |                     |                     |                     |                     |
| Motortype                                      | R4-benzinmotor      | R4-benzinmotor                                       | R4-benzinmotor      | R4-benzinmotor      | R4-benzinmotor      | R4-benzinmotor      |
| Antal ventiler pr. cylinder                    | 2                   | 2                                                    | 2                   | 4                   | 4                   | 3                   |
| Ventilstyring                                  | OHC, tandrem        | OHC, tandrem                                         | OHC, tandrem        | DOHC, tandrem       | DOHC, tandrem       | OHC, tandrem        |
| Fødesystem                                     | Monopoint           | Monopoint                                            | Multipoint          | Multipoint          | Multipoint          | Monopoint           |
| Trykladning                                    | –                   | –                                                    | –                   | –                   | –                   | –                   |
| Køling                                         | Vandkøling          | Vandkøling                                           | Vandkøling          | Vandkøling          | Vandkøling          | Vandkøling          |
| Motorkode                                      | 176B2000            | 840A3000                                             | 188A4000            | 176B9000            | 188A5000            | 840A2000            |
| Boring × slaglængde                            | 70,0 × 72,0 mm      | 70,8 × 78,9 mm                                       | 70,8 × 78,9 mm      | 70,8 × 78,9 mm      | 70,8 × 78,9 mm      | 82,0 × 64,9 mm      |
| Slagvolume                                     | 1108 cm³            | 1242 cm³                                             | 1242 cm³            | 1242 cm³            | 1242 cm³            | 1371 cm³            |
| Kompressionsforhold                            | 9,6:1               | 9,8:1                                                | 9,8:1               | 10,2:1              | 10,2:1              | 9,85:1              |
| Maks. effekt ved omdr./min.                    | 40 kW (54 hk) /5500 | 44 kW (60 hk) /5500                                  | 44 kW (60 hk) /5000 | 63 kW (86 hk) /6000 | 59 kW (80 hk) /5000 | 59 kW (80 hk) /6000 |
| Maks. drejningsmoment ved omdr./min.           | 86 Nm /3250         | 98 Nm /3000                                          | 104 Nm /3000        | 113 Nm /4500        | 116 Nm /4000        | 112 Nm /3250        |
| Kraftoverførsel                                |                     |                                                      |                     |                     |                     |                     |
| Drivende hjul                                  | Forhjul             | Forhjul                                              | Forhjul             | Forhjul             | Forhjul             | Forhjul             |
| Gearkasse (standardudstyr)                     | 5-trins manuel      | 5-trins manuel                                       | 5-trins manuel      | 5-trins manuel      | 5-trins manuel      | 5-trins manuel      |
| Gearkasse (ekstraudstyr)                       | –                   | 6-trins manuel                                       | –                   | –                   | –                   | –                   |
| Gearkasse (ekstraudstyr)                       | –                   | Trinløs CVT                                          | –                   | –                   | –                   | –                   |
| Præstationer                                   |                     |                                                      |                     |                     |                     |                     |
| Topfart                                        | 150 km/t            | 160 km/t CVT: 150 km/t                               | 158 km/t            | 177 km/t            | 174 km/t            | 170 km/t            |
| Acceleration 0-100 km/t                        | 15,5 sek.           | 13,3 sek. CVT: 17,5 sek.                             | 14,1 sek.           | 10,9 sek.           | 11,2 sek.           | 12,4 sek.           |
| Brændstofforbrug pr. 100 km ved blandet kørsel | 6,3 liter Blyfri 95 | 6,7 liter 6 gear: 6,6 liter CVT: 6,7 liter Blyfri 95 | 5,7 liter Blyfri 95 | 6,6 liter Blyfri 95 | 6,5 liter Blyfri 95 | 7,8 liter Blyfri 95 |
| Udstødningsnorm                                | Euro2               | Euro2                                                | Euro3               | Euro2               | Euro3               | Euro2               |

1. ↑  1,4: Maks. effekt for visse eksportlande 55 kW (75 hk)